# Fac verte
Fac verte, dont le nom complet est « Fac verte – l'écologie universitaire », est un syndicat étudiant écologiste français fondé en 2003.

## Historique
En mai 2003, de jeunes écologistes participent au contre-G8 à Évian. À la suite de ce mouvement, ils décident de quitter leurs partis afin de créer une organisation ayant pour but de poursuivre le rassemblement des écologies, en dehors de toute structure politique, et ce, dans le champ des universités. Ils adoptent en septembre leur texte fondateur : Le Réveil.
L'organisation se présente aux élections du CROUS à Rouen en 2004 et obtient 12 % des suffrages. De 2004 à 2006, l’organisation se développe et de nouveaux groupes se forment dans de nombreux campus en France.
Aux élections universitaires de 2006 obtient 7 élus, ainsi qu'un élu suppléant au CNOUS, à la suite d'un accord technique avec la FAGE. Il ne serait toutefois pas prévu que ce type d'accord soit reconduit, nombre de militants ayant considéré que s'il apportait un intérêt certain du point de vue de la visibilité, il n'était pas en adéquation avec les principes de base du mouvement. Ainsi, si Fac Verte maintient ses résultats aux élections de 2008 (6 élus), elle perd sa représentation nationale.
En 2010, il existe 10 groupes locaux mais des listes ne sont pas montées dans toutes ces villes. À la suite de ces élections Fac verte n'a plus que trois élus CROUS.
En 2016, le syndicat n'a plus de site officiel et la seule section locale encore active est celle de Lyon avec 3 élus à la CFVU de l'université Lumière Lyon 2.

## Positionnement
L'« écologie universitaire » est un terme créé par Fac verte et qu'elle est seule à utiliser. Il s'agit d'une sorte de déclinaison, dans le domaine de l'enseignement supérieur, des principes de l'écologie politique. L'organisation intègre derrière ce terme l'ensemble de ses propositions, elle est la seule à en faire la ligne directrice de son activité. L'organisation cherche à lier l'écologie politique avec les thématiques d'engagements plus « traditionnelles » dans l'enseignement supérieur. Les problèmes que soulève Fac Verte et les réponses qu'elle propose ne se restreignent pas seulement à la question environnementale, et intègrent une dimension sociale et solidaire.
L'écologie universitaire se décline en quatre « piliers », si l'on s'en réfère au livret publié en septembre 2006 sur le site internet de Fac verte : solidarités, environnement, démocratie et altermondialisme.
Les principales propositions : 
- défense d'un service public de l'enseignement supérieur et de la recherche
- création d'une « allocation d'autonomie universelle »
- promotion de la formation continue
- création de parlements étudiants dans les universités;
- nouvelles constructions et réhabilitations écologiques des résidences et des bâtiments universitaires
- valorisation et utilisation des énergies renouvelables sur les campus
- développement des transports en commun vers les campus et des modes de déplacements alternatifs (covoiturage, vélo, auto-partage)
- nourriture issue de l'agriculture locale et biologique dans la restauration et principalement dans les  RU
- soutien à la création d'AMAP sur les campus
- politique de recherche orientée vers le développement durable
- augmentation des moyens alloués à une recherche réellement indépendante
- lutte contre toutes les formes de discriminations
- renforcement du rôle de l'Union européenne pour ce qui est des moyens financiers
- partenariats avec les universités des pays du Sud

La visibilité médiatique de Fac verte en fait un objet d'attention pour plusieurs acteurs de la vie publique et de la société civile françaises, comme le démontre sa présence dans le Baromètre de transparence des ONG depuis son édition 2009.

## Organisation

### Structure
Fac verte est une organisation principalement composée d'étudiants, mais accueille aussi des enseignants et des personnels de l'université.
Fac verte fonctionne sur une base fédérale, avec des groupes locaux (ou groupes académiques) autonomes, libres de leurs actions tant qu'il ne contredisent ni les statuts fédéraux, ni le règlement intérieur qu'ils ont ratifiés. Le 8 novembre 2009, de nouveaux statuts  ont été votés en assemblée générale, changeant sensiblement l'organisation interne afin de donner plus de pouvoir décisionnel aux groupes locaux. Ainsi l'association est désormais piloté par une équipe fédérale élue en assemblée générale, qui porte les projets, assure la cohésion et la structuration de l'association mais n'a pas de pouvoir décisionnel. Cinq fois par an minimum un conseil fédéral se réunit. Il est composé de l'équipe fédérale, qui n'y a pas pouvoir de vote, et de deux représentants de chaque groupe local, l'un d'eux étant un représentant fixe élu à l'année par son groupe, l'autre un représentant tournant désigné pour l'occasion.
Fac verte n'est pas une organisation étudiante représentative, car elle n'a pas d'élu au Conseil national de l'enseignement supérieur et de la recherche ou au Centre national des œuvres universitaires et scolaires.

### Présidents
- 2003-2006 : Alexis Deck
- 2006-2007 : Gaël Roustan et Adrien Meguerditchian
- 2007 : Dohina Khan et Gaël Roustan
- 2007-2008 : Emmanuel Bucki et Gaël Roustan
- 2008-2009 : Emmanuel Bucki et Davy Cottet
- 2009-2010 : Mélisande Seyzeriat et Maël Rannou
- 2010-2011 : Hugues Ménard et Léo Justel
- 2011-2012 : Jérôme Cucarollo et Guillaume Getz
- 2012-2014 : David-Marie Vailhé et Julie Rojas / Luisa Lacaille (section lyonnaise)
- 2014-2017 : Ludovic Mihai (section lyonnaise)

### Relations extérieures
L'organisation est signataire de divers appels dont celui du RUSF, de la Charte de l'Emploi de la Jeunesse ouvrière chrétienne, ou ceux du collectif « Jeunes pour le Climat et la Justice Sociale » dont sont membres plusieurs organisations étudiantes.
Fac verte est membre du Réseau Sortir du nucléaire.
Fac Verte est une des 8 associations siégeant au bureau de coordination de L'Alliance pour la planète, et est membre fondateur du Réseau environnement santé.
Fac verte est associée à la campagne Campus Responsables, collabore aux travaux du Réseau français des étudiants pour le développement durable (REFEDD) et de Amap Campus.

## Actions
Fac verte a milité pour le retrait du Contrat première embauche et de la loi sur l'égalité des chances.
L'organisation était présente dans les manifestations du 17 mars 2007 pour protester contre l'implantation du réacteur nucléaire EPR.
Entre les deux tours de l'élection présidentielle de 2007, Fac Verte s'est prononcée contre le candidat Nicolas Sarkozy, dénonçant ses propositions anti-écologistes, sa politique sécuritaire, son projet d'immigration choisie (notamment en direction des étudiants) et ses promesses sur l'autonomie des universités.
Fac verte a dénoncé la loi LRU et s'est prononcée pour la mise en place de parlements étudiants.
Fac verte s'est opposée à la réforme des retraites portant entre autres l'âge de départ de 60 à 62 ans et de 65 à 67 ans pour le taux plein. Outre le recul de l'âge de départ, Fac Verte a contesté la durée de cotisation comme seul mode de calcul du montant de la retraite. L'organisation a appelé à la prise en compte du nombre d'années d'études et à la valorisation de l'activité non salariée (telle que le soutien scolaire bénévole) dans le calcul des annuités.
Fac Verte est engagée dans le mouvement antinucléaire. Elle est ainsi signataire de l'appel "Génération Fukushima"